# Святой Фёдор Стратилат (галера, 1711)
«Святой Фёдор Стратилат» или «Фёдор Стратилат» — полугалера Балтийского флота Российской империи, одна из полугалер типа «Святая Анна», участник Северной войны.

## Описание галеры
20-баночная полугалера с деревянным корпусом, одна из трёх галер типа «Святая Анна». Артиллерийское вооружение полугалеры составляли 3 орудия, включавшие одну 12-фунтовую и две 6-фунтовых пушки. В качестве основного движителя судна использовалось 20 пар вёсел, также полугалера была оборудована вспомогательным косым парусным вооружением. Экипаж полугалеры состоял из 250 человек.
Одна из двух галер Российского императорского флота, носивших это наименование. Также в составе Балтийского флота несла службу одноимённая галера 1704 года постройки. Помимо этого в составе Черноморского флота нёс службу парусный фрегат «Фёдор Стратилат» 1790 года постройки.

## История службы
Полугалера «Святой Фёдор Стратилат» была заложена на стапеле Выборгской верфи в 1710 году и после спуска на воду в следующем 1711 году вошла в состав Балтийского флота России. Строительство вёл кораблестроитель Ю. А. Русинов.
Принимала участие в Северной войне.

### Комментарии
1. ↑  Всего в рамках серии было построено 3 галеры: «Святая Анна» (головное судно проекта), «Святой Александр» и «Святой Фёдор Стратилат»[1].
2. ↑  Или 20 банок[2].